# Cissus
Cissus, cisus (Cissus L.) – rodzaj roślin z rodziny winoroślowatych. Liczy około 350 gatunków rosnących w strefie tropikalnej na wszystkich kontynentach, z nielicznymi przedstawicielami w strefie klimatu podzwrotnikowego. Są to rośliny przystosowane do życia w różnych środowiskach. Najczęściej spotyka się je w ekosystemach wilgotnych lasów, ale niektóre gatunki (np. C. quadrangularis, C. subaphylla) są sukulentami dostosowanymi do życia w bardzo suchym klimacie. Większość gatunków cissusów wytwarza niejadalne dla ludzi owoce, niemniej wykorzystywane są jako gatunki ozdobne zarówno w ogrodach jak i w warunkach domowych (np. cissus rombolistny, australijski, różnobarwny) lub jako rośliny lecznicze i suplementy diety (C. verticillata, C. quadrangularis).

## Morfologia
PokrójWiększość cissusów to pnącza o pędach drewniejących, wspinające się za pomocą wąsów czepnych. Mniej liczne gatunki rosną jako samodzielne krzewy lub są bylinami o zielonej i nabrzmiałej łodydze, pełzającej lub zagłębionej w gruncie. Ich korzenie są nierzadko bulwiasto zgrubiałe.
ŁodygaDrewniejąca lub zielna, nierzadko czworokątna, czasem oskrzydlona. U sukulentów zgrubiała, z czworobocznymi międzywęźlami (np. C. quadrangularis, C. cactiformis). Podawane z rodzaju Cissus gatunki o grubych do 1 m łodygach wyodrębniane są w rodzaj Cyphostemma. Z węzłów wyrastają czasem korzenie przybyszowe (silnie rozwinięte i tworzące swego rodzaju plecionkę u C. gongylodes), a zwłaszcza charakterystyczne dla winoroślowatych wąsy czepne. Wąsy wyrastają z węzłów naprzeciw liści lub kwiatostanów, są pojedyncze lub na końcach rozwidlone.
LiściePojedyncze lub dłoniasto złożone, wyrastają naprzeciw kwiatostanów lub wąsów.
KwiatyDrobne, czterokrotne, zebrane w baldachokształtne kwiatostany. Kielich nagi, płatki korony wolne. Pręciki 4, słupek okazały, ze znamieniem niepodzielonym lub rozwidlonym.
OwoceKuliste lub owalne jagody zawierające 1 lub 2 nasiona.
| Pędy | Liście | Kwiaty, owoce |

## Systematyka

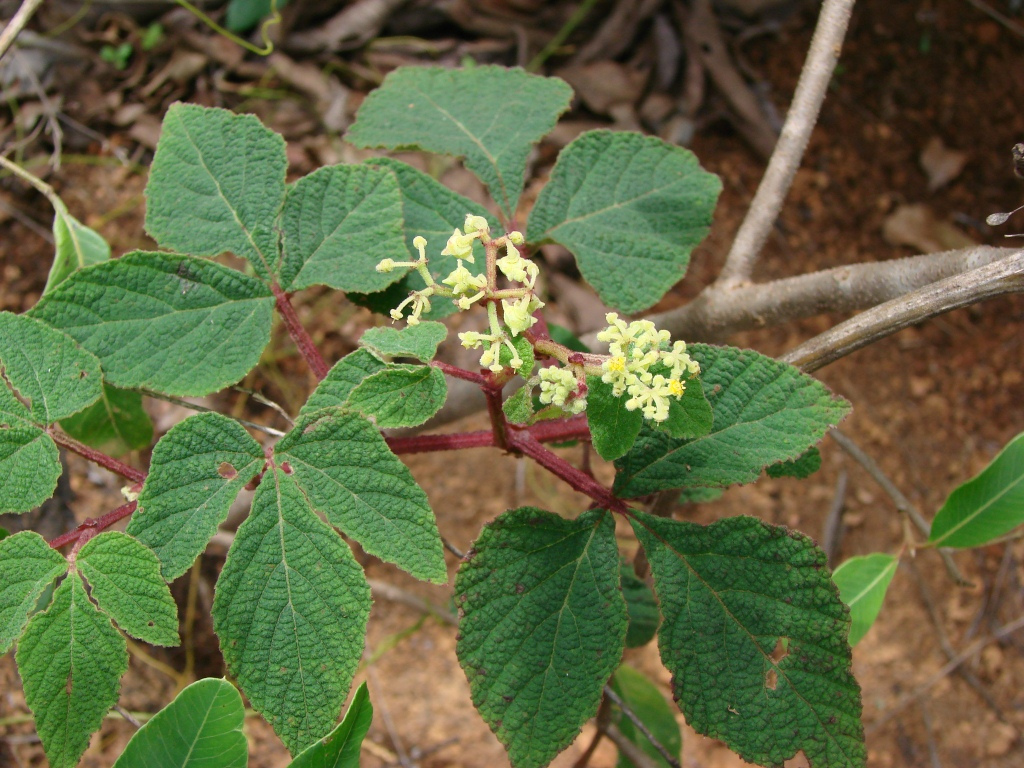
Cissus duarteana

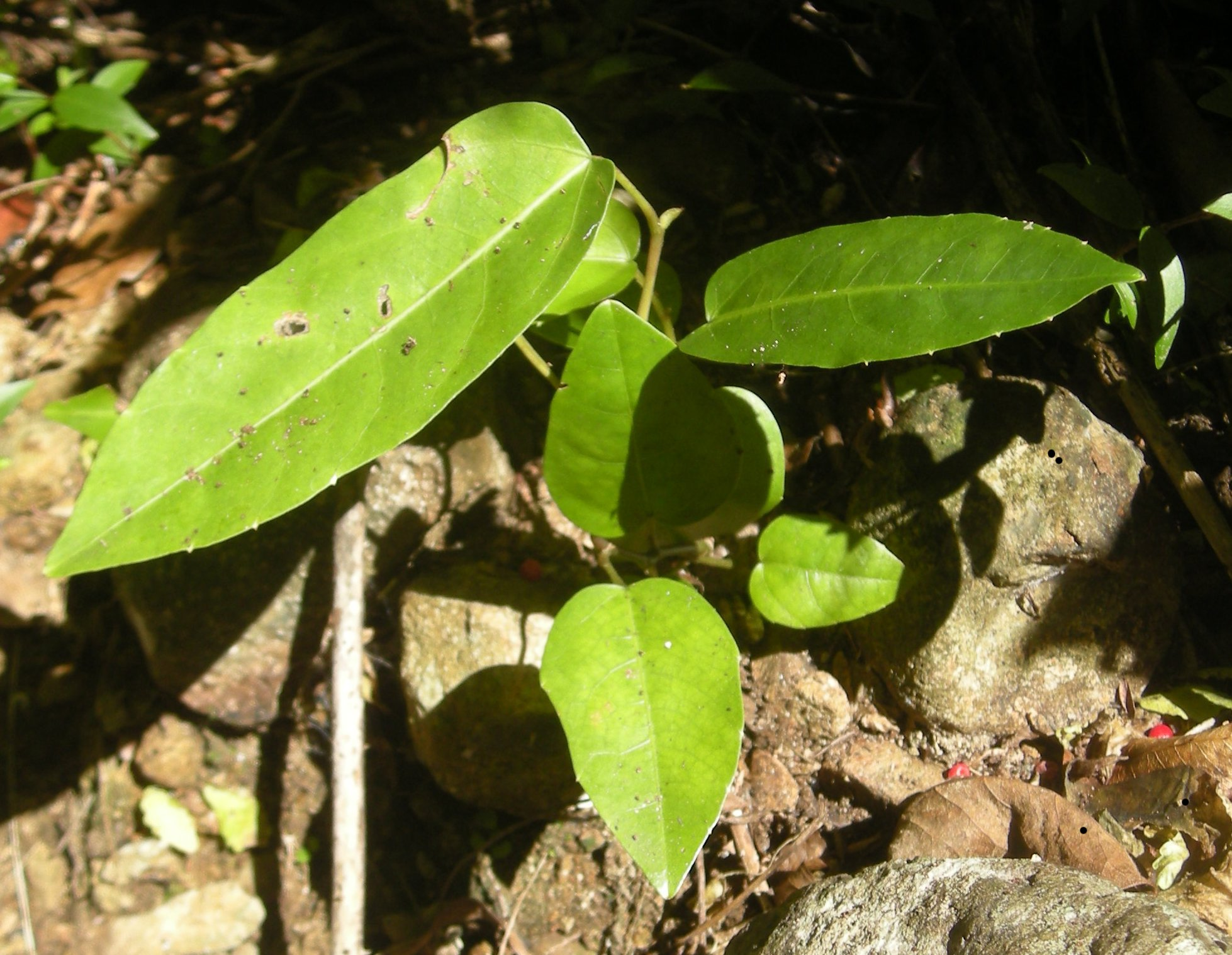
Cissus oblonga

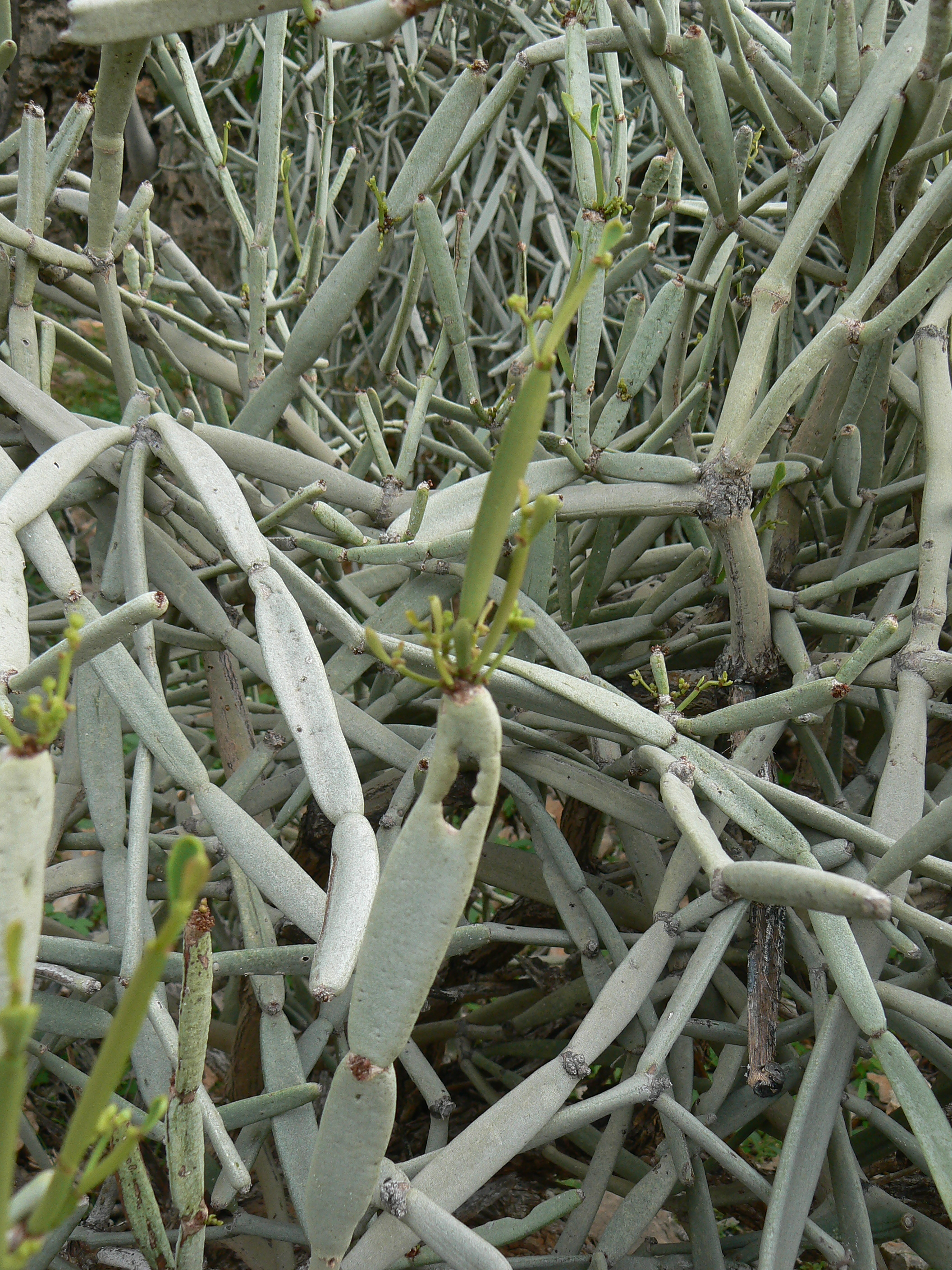
Cissus subaphylla

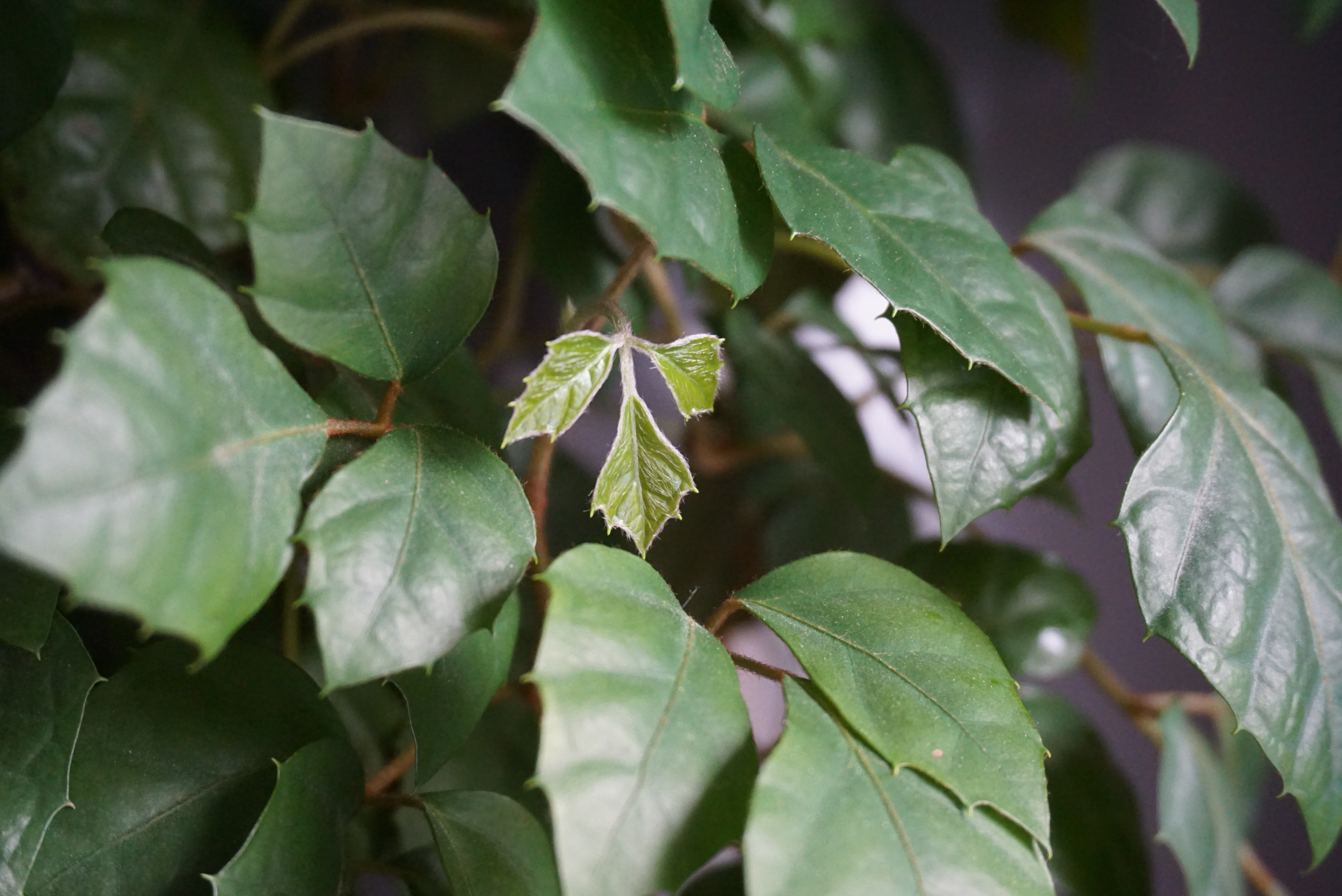
Cissus rombolistny

Jeden z 14 rodzajów w obrębie podrodziny Viticoideae Eaton w rodzinie winoroślowatych (Vitaceae). 
Wybrane gatunki (nazwy zatwierdzone według The Plant List)
- Cissus acreensis Lombardi
- Cissus acris (F.Muell.) Planch.
- Cissus acuminata A.Gray
- Cissus adamii Detoit
- Cissus adeyana Masinde & L.E.Newton
- Cissus adnata Roxb.
- Cissus alata Jacq. – cissus rombolistny
- Cissus albida Cambess.
- Cissus albiporcata Masinde & L.E.Newton
- Cissus amapaensis Lombardi
- Cissus ambongensis Desc.
- Cissus amoena Gilg & M.Brandt
- Cissus anemonifolia Zipp. ex Miq.
- Cissus angustata Ridl.
- Cissus anisophylla Lombardi
- Cissus annamicus Gagnep.
- Cissus antandroy Desc.
- Cissus antarctica Vent. – cissus australijski
- Cissus anulata Desc.
- Cissus apendiculata Lombardi
- Cissus aphylla Chiov.
- Cissus aphyllantha Gilg
- Cissus apoensis Elmer
- Cissus araguainensis Lombardi
- Cissus aralioides (Welw. ex Baker) Planch.
- Cissus arguta Hook.f.
- Cissus aristata Blume
- Cissus aristolochiifolia Planch.
- Cissus aristolochioides Planch.
- Cissus arnottiana B.V.Shetty & Par.Singh
- Cissus assamica (M.A.Lawson) Craib
- Cissus astrotrichus Gagnep.
- Cissus atacorensis A.Chev.
- Cissus aubertiana (Gage) P.Singh & B.V.Shetty
- Cissus auricomus Desc.
- Cissus austroyunnanensis Y.H.Li & Y.Zhang
- Cissus bachmaensis Gagnep.
- Cissus bahiensis Lombardi
- Cissus barbeyana De Wild. & T.Durand
- Cissus barteri (Baker) Planch.
- Cissus bathyrhakodes Werderm.
- Cissus bauerlenii Planch.
- Cissus bequaertii Detoit
- Cissus bicolor Domin
- Cissus biformifolia Standl.
- Cissus blanchetiana Planch.
- Cissus blumeana Span.
- Cissus boivinii Planch.
- Cissus boliviana Lombardi
- Cissus bosseri Desc.
- Cissus bracteosa Lombardi
- Cissus brevipes C.V.Morton & Standl.
- Cissus cactiformis Gilg
- Cissus cacuminis Standl.
- Cissus caesia Afzel.
- Cissus calcicola Craib
- Cissus camiriensis Lombardi
- Cissus campestris (Baker) Planch.
- Cissus carrissoi Exell & Mendonça
- Cissus cerasiformis (Teijsm. & Binn.) Planch.
- Cissus clematidea (F.Muell.) Planch.
- Cissus coccinea (Baker) Mart. ex Planch.
- Cissus cochinchinensis Spreng.
- Cissus colombiensis Lombardi
- Cissus comosus Desc.
- Cissus compressiflora Lombardi
- Cissus conchigera Ridl.
- Cissus convolvulacea Planch.
- Cissus cornifolia (Baker) Planch.
- Cissus corylifolia (Baker) Planch.
- Cissus coursii Desc.
- Cissus craibii Gagnep.
- Cissus crusei Wild & R.B.Drumm.
- Cissus cucumerifolia Planch.
- Cissus cucurbitina Standl.
- Cissus cuspidata Planch.
- Cissus cussonioides Schinz
- Cissus darik Miq.
- Cissus dasyantha Gilg & M.Brandt
- Cissus dealbata Bedd.
- Cissus debilis (Baker) Planch.
- Cissus decidua Lombardi
- Cissus descoingsii Lombardi
- Cissus dewevrei De Wild. & T.Durand
- Cissus dichotoma Blume
- Cissus diffusiflora (Baker) Planch.
- Cissus dinklagei Gilg & M.Brandt
- Cissus dissecta Craib
- Cissus diversilobata C.A.Sm.
- Cissus doeringii Gilg & M.Brandt
- Cissus duarteana Cambess.
- Cissus duboisii Dewit
- Cissus egestosa Werderm.
- Cissus ellenbeckii Gilg & M.Brandt
- Cissus elongata Roxb.
- Cissus erosa Rich.
- Cissus evrardii Gagnep.
- Cissus fanshawei Wild & R.B.Drumm.
- Cissus farinosa Planch.
- Cissus faucicola Wild & R.B.Drumm.
- Cissus flaviflora Sprague
- Cissus flavifolia Lombardi
- Cissus flexuosa Turcz.
- Cissus floribuuda (Baker) Planch.
- Cissus forsteniana (Miq.) Planch.
- Cissus fragilis E.Mey. ex Harv.
- Cissus fuliginea Kunth
- Cissus furcifera Chiov.
- Cissus fusifolia Lombardi
- Cissus gambianus Desc.
- Cissus gardneri Thwaites
- Cissus geniculata Blume
- Cissus glandulosa J.F.Gmel.
- Cissus glaucophylla Hook.f.
- Cissus glaucotricha Lombardi
- Cissus glossopetala (Baker) Suess.
- Cissus glyptocarpa Thwaites
- Cissus gongylodes (Baker) Burch. ex Baker
- Cissus gossweileri Exell & Mendonça
- Cissus gossypiifolia Standl.
- Cissus goudotii Planch.
- Cissus grandifolia Warb.
- Cissus granulosa Ruiz & Pav.
- Cissus grisea (Baker) Planch.
- Cissus guerkeana (Büttner) T.Durand & Schinz
- Cissus haematantha Miq.
- Cissus hamaderohensis Radcl.-Sm.
- Cissus hastata Miq.
- Cissus heteroma Turcz.
- Cissus heterophylla Poir.
- Cissus heterotoma Turcz.
- Cissus hexangularis Thorel ex Planch.
- Cissus heyneana Planch.
- Cissus hookeri Ridl.
- Cissus humbertianus Desc.
- Cissus humbertii Robyns & Lawalrée
- Cissus hypoglauca A.Gray
- Cissus incisa (Nutt.) Des Moul. ex S.Watson
- Cissus integrifolia (Baker) Planch.
- Cissus intermedia A.Rich.
- Cissus inundata (Baker) Planch.
- Cissus javalensis (Seem.) Planch.
- Cissus javana DC. – cissus różnobarwny
- Cissus kerrii Craib
- Cissus koordersii (Backer) Amshoff
- Cissus kouandeensis A.Chev.
- Cissus kouilouensis Desc.
- Cissus lamprophylla Gilg & M.Brandt
- Cissus laneus Desc.
- Cissus lanyuensis (C.E.Chang) F.Y.Lu
- Cissus latifolia Lam.
- Cissus lebrunii Dewit
- Cissus leemansii Dewit
- Cissus lemuricus Desc.
- Cissus lenticellata (Baker) Suess.
- Cissus leonardii Dewit
- Cissus leucophlea (Scott-Elliot) Suess.
- Cissus lineata Warb.
- Cissus lonchiphylla Thwaites
- Cissus longicymosa Lombardi
- Cissus louisii Detoit
- Cissus luzoniensis (Merr.) C.L.Li
- Cissus macrobotrys Turcz.
- Cissus macrophylla Jungh.
- Cissus madecassa Desc.
- Cissus marcanii Craib
- Cissus mauritiana Desc.
- Cissus megacarpa Lauterb.
- Cissus mexicana Moç. & Sessé ex DC.
- Cissus microcarpa Vahl
- Cissus microdonta (Baker) Planch.
- Cissus miegei Tchoumé
- Cissus migeodii Verdc.
- Cissus milnei Verdc.
- Cissus mirabilis (Urb. & Ekman) Lombardi
- Cissus modeccoides Planch.
- Cissus morifolia Planch.
- Cissus narinensis Lombardi
- Cissus neei Croat
- Cissus nervosa Planch.
- Cissus nicaraguensis Lombardi
- Cissus nigropilosa Dewit
- Cissus nobilis Kuhlm.
- Cissus nodosa Blume
- Cissus novemfolia (Wall. ex Lawson) Planch.
- Cissus nymphaeifolia (Welw. ex Baker) Planch.
- Cissus obliqua Ruiz & Pav.
- Cissus oblonga (Benth.) Planch.
- Cissus oblongifolia Merr.
- Cissus obovata Vahl
- Cissus oliveri (Engl.) Gilg ex Engl.
- Cissus oreophila Gilg & M.Brandt
- Cissus osaensis Lombardi
- Cissus oxyodonta (Baker) Desc.
- Cissus pallida (Wight & Arn.) Planch.
- Cissus palmata Poir.
- Cissus palmatifida (Baker) Planch.
- Cissus paniculata (Balf.f.) Planch.
- Cissus paraensis Lombardi
- Cissus parviflora Roem. & Schult.
- Cissus patellicalyx Lombardi
- Cissus paucinervia Lombardi
- Cissus paullinifolia Vell.
- Cissus peltata Turcz.
- Cissus pentaclada Jackes
- Cissus pentagona Roxb.
- Cissus perrieri Desc.
- Cissus peruviana Lombardi
- Cissus petiolata Hook.f.
- Cissus phymatocarpa Masinde & L.E.Newton
- Cissus picardae Urb.
- Cissus pileatus Desc.
- Cissus pingtungensis S.S.Ying
- Cissus pinnatifolia Lombardi
- Cissus planchoniana Gilg
- Cissus planchonii Gagnep.
- Cissus platanifolia Carrière
- Cissus pobeguini A.Chev.
- Cissus poilanei Gagnep.
- Cissus politus Desc.
- Cissus polyantha Gilg & M.Brandt
- Cissus polydactyla (Miq.) Planch.
- Cissus populnea Guill. & Perr.
- Cissus producta Afzel.
- Cissus prunifera Desc.
- Cissus pseudofuliginea Lombardi
- Cissus pseudoguerkeana Verdc.
- Cissus pseudopolyantha Mildbr.
- Cissus pseudoverticillata Lombardi
- Cissus psoralifolia (F.Muell.) Planch.
- Cissus pteroclada Hayata
- Cissus pubinervis Blume
- Cissus pulcherrima Vell.
- Cissus pynaertii De Wild.
- Cissus quadrangularis L.
- Cissus quadricornuta (Miq.) Hochr.
- Cissus quarrei Dewit
- Cissus quinquangularis Chiov.
- Cissus reniformis Domin
- Cissus repanda (Wight & Arn.) Vahl
- Cissus repens Lam.
- Cissus reticulata Blume ex Planch
- Cissus retivenia Planch.
- Cissus rhamnoidea Planch.
- Cissus rheifolia Planch.
- Cissus rhodotricha (Baker) Desc.
- Cissus robinsonii (Ridl.) Craib
- Cissus rondoensis Verdc.
- Cissus rostrata (Miq.) Korth. ex Planch.
- Cissus rotundifolia Vahl
- Cissus rubiginosa (Welw. ex Baker) Planch.
- Cissus rubricaulis Carrière
- Cissus rubropilosa Lombardi
- Cissus rufescens Guill. & Perr.
- Cissus ruginosicarpus Desc.
- Cissus ruspolii Gilg
- Cissus sagittifer Desc.
- Cissus saponaria (Benth.) Planch.
- Cissus schmitzii Dewit
- Cissus schumanniana Gilg
- Cissus sciaphila Gilg
- Cissus senegalensis Lavie
- Cissus serroniana (Glaz.) Lombardi
- Cissus serrulatifolia L.O.Williams
- Cissus setulosa Diels & Gilg
- Cissus siamica Planch.
- Cissus silvestris Tchoumé
- Cissus simsiana Roem. & Schult.
- Cissus smithiana (Baker) Planch.
- Cissus spectabilis Hochst. ex Planch.
- Cissus spinosa Cambess.
- Cissus stipulata Vell.
- Cissus striata Ruiz & Pav. – cissus pasiasty
- Cissus subaphylla (Balf.f.) Planch.
- Cissus suberecta Bedd.
- Cissus subhastata Gagnep.
- Cissus subramanyamii B.V.Shetty & Par.Singh
- Cissus subrhomboidea (Baker) Planch.
- Cissus subtetragona Planch.
- Cissus sue Gilg & M.Brandt
- Cissus sulcicaulis (Baker) Planch.
- Cissus sulfurosus Desc.
- Cissus sumatrana Latiff
- Cissus surinamensis Desc.
- Cissus sylvicola Masinde & L.E.Newton
- Cissus teysmannii Miq.
- Cissus thalictrifolia Planch.
- Cissus tiliacea Kunth
- Cissus tiliiformis Desc.
- Cissus timoriensis DC.
- Cissus tinctoria Mart.
- Cissus touraensis A.Chev.
- Cissus trianae Planch.
- Cissus trifoliata (L.) L.
- Cissus trigona Willd. ex Schult. & Schult.f.
- Cissus triloba (Lour.) Merr.
- Cissus triternata Miq.
- Cissus trothae Gilg & M.Brandt
- Cissus tweedieana (Baker) Planch.
- Cissus ulmifolia (Baker) Planch.
- Cissus umbellata Lour.
- Cissus ursina Lombardi
- Cissus uvifer Afzel.
- Cissus venezuelensis Steyerm.
- Cissus verticillata (L.) Nicolson & C.E.Jarvis
- Cissus vinosa Jackes
- Cissus viridescens Ridl.
- Cissus vitiginea L.
- Cissus voanonala (Baker) Suess.
- Cissus wallacei Verdc.
- Cissus wellmanii Gilg & M.Brandt
- Cissus welwitschii (Baker) Planch.
- Cissus wenshanensis C.L.Li
- Cissus woodrowii (Stapf ex Cooke) Santapau
- Cissus wrightiana Planch.
- Cissus xerophila Lombardi
- Cissus youngii Exell & Mendonça
- Cissus zombitsy Desc.